# Kommission für Kirchliche Angelegenheiten
Die Kommission für Kirchenangelegenheiten (KfK) war eine Organisation der russlanddeutschen Mennoniten (später der Mennonitensiedlungen Südamerikas), die erstmals alle mennonitischen Gruppierungen in Russland repräsentierte. Sie wurde 1927 auf Druck der sowjetischen Behörden hin aufgelöst. In Brasilien bestand sie bis 1947, in Paraguay besteht sie heute noch.

## Die KfK im Russischen Reich 1912–1917
Als das russische Parlament 1910 ein neues Religionsgesetz erlassen hatte, durch welches die Mennoniten ihrer früheren Privilegien enthoben und als „Sekte“ behandelt wurden, stellte die Allgemeinen Bundeskonferenz der Mennonitengemeinden in Russland
bei der Tagung in Schönsee (Molotschna-Kolonie) eine Glaubenskommission zusammen, die sich mit dieser Angelegenheit befassen sollte.
Auf der Konferenz in Nikolaipol 1912 wurde der Name Glaubenskommission in Kommission für Kirchenangelegenheiten geändert. Diese Kommission wurde zum Exekutivkomitee der Bundeskonferenz, das ihre Beschlüsse ausführen sollte, insofern sie nicht mit der Autonomie der lokalen Gemeinden in Konflikt standen, und die Gesamtheit der Mennoniten vor der Regierung vertreten.
Das erste Komitee bestand aus Abraham Görtz, dem Ältesten der Ohrloffer Mennonitengemeinde (Molotschna Kolonie), Heinrich Braun aus der Mennoniten-Brüdergemeinde in der Molotschna Kolonie und David H. Epp aus der Kolonie Chortitza. 1911 wurde Epp zum Vorsitzenden und K. Unruh zum Schatzmeister gewählt. Später nahm Wilhelm Dyck Heinrich Brauns Platz ein.
1912 wurde die KfK mit der Verantwortung betraut, die Sitzungen der Konferenz zu organisieren und die Genehmigung dafür von der Regierung einzuholen. Bei einer Tagung des Allgemeinen Mennonitischen Kongresses in Ohrloff 1917 wurde beschlossen, dass der Vorsitzende der KfK seine ganze Zeit der Arbeit der Konferenz widmen und deshalb von ihr ein Gehalt beziehen solle.
Während der Revolutionszeit und den darauf folgenden Wirren fanden die Aktivitäten der KfK zunächst ein Ende.

## Die KfK in der Sowjetunion 1922–1927
Die erste Konferenz nach der Revolution fand im Oktober 1922 in Chortiza statt. Dort wurde ein neues Komitee zusammengestellt, bestehend aus Johann Klassen (Ältester der Gemeinde Schönwiese), Jakob Rempel (Ältester der Gemeinde Grünfeld), Heinrich Wiebe aus Steinfeld, Jakob Janzen aus Tiege. Die Funktion des Komitees war dieselbe wie vor der Revolution. Das Komitee, das 1925 neu gewählt wurde, bestand aus Alexander Ediger (Ältester der Gemeinde Schönsee), Aaron Dyck aus Margenau, Cornelius Martens aus Großweide. Später kamen noch Vertreter der Ansiedlungen in Sibirien und auf der Krim dazu.
Die Tätigkeit der KfK fand ein Ende, als 1926–1927 alle organisierten religiösen Aktivitäten aufgrund der politischen Lage in der Sowjetunion unmöglich wurden.

## Die KfK in Brasilien bis 1947
Die Mennoniten, die um 1930 und nach dem Zweiten Weltkrieg aus der Sowjetunion über Deutschland nach Brasilien und Paraguay kamen, setzten die Praxis einer gesamt-mennonitischen KfK fort, die sich um gemeinsame Religionsangelegenheiten der Mennonitenansiedlungen kümmerte. Die KfK in Brasilien trug denselben Namen wie ihre Vorläuferin in Russland und bestand bis 1947, als sie durch den Rückzug der Mennonitenbrüder nicht mehr lebensfähig war.

## Die KfK in Paraguay ab 1930
1930 organisierten die führenden Prediger der drei neu gegründeten Mennonitengemeinden (Mennoniten-Brüdergemeinde, General Conference Mennonite Church, Evangelische Mennonitenbrüder) im paraguayischen Chaco die Kommission für kirchliche Angelegenheiten (KfK). Diese Gründung geschah auf den dringenden Ratschlag der führenden Mennoniten Deutschlands und Nordamerikas, zum Zweck der besseren Bewältigung der Schwierigkeiten bei der Urbarmachung des Chacos und dessen Einwirkung auf das geistliche Leben der Siedler, der Einrichtung von Schulen und allgemein als Beratungsinstanz der Kolonie für kulturelle und geistliche Fragen. Die Funktion der KfK war dieselbe wie die ihrer Vorläuferin in Russland.
Die Organisation der KfK in Paraguay verlief mit bedeutenden Schwierigkeiten. Die erste Kommission bestand aus sechs Vertretern, jeweils zwei aus jeder Gemeinde. Die zweite, neu gewählte Kommission bestand aus 11 Mitgliedern: vier aus der MBG, vier aus der GCM und drei aus der EMB.
Die KfK erwies sich als eine wichtige Instanz im Leben der Kolonie und der einzelnen Gemeinden, vor allem wenn es mit größeren Schwierigkeiten umzugehen galt, sowohl intern in den Kolonien, als auch nach außen als Vertretung der mennonitischen Interessen vor der Regierung und anderen Organisationen. Sie war notwendig, vor allem, da hier Mennoniten aus verschiedenen Gemeinderichtungen zusammen Kolonien aufbauten und dadurch voneinander abhängig waren.
Das Statut der KfK weist folgende Grundsätze auf:
1. Mitgliedschaft: Die KfK besteht aus Vertretern aller existierenden Gemeinden in der Kolonie Fernheim. Jede Gemeinde hat das Recht, einen Vertreter pro 100 Mitglieder in die KfK zu entsenden. Die Gemeindeleiter werden automatisch Vertreter in der KfK.
2. Vorgehensweise: Die Routinearbeit der KfK wird durch das Exekutivkomitee ausgeführt, das aus den Leitern der genannten Gemeinden besteht. In besonders dringenden Fällen und am Ende jedes Kirchenjahres tagt die gesamte KfK.
3. Bestimmung der KfK:
  1. Zunächst vertritt die KfK die Gemeinden gegenüber der Außenwelt, also der Paraguayischen Regierung und den Mennonitengemeinden und ähnlichen Gemeinden in anderen Ländern.
  2. Die KfK ist die Hüterin der geistlichen und kulturellen Werte der Mennonitischen Bruderschaft. Das bedeutet, dass es in ihrer Verantwortung liegt, die Erziehung der Jugend und den Unterricht der Kinder zu leiten und auf der Grundlage des christlichen mennonitischen Glaubens zu überwachen, wozu sie das Privileg der Paraguayischen Regierung hat.
  3. Die KfK koordiniert und vermittelt zwischen den einzelnen Gemeinden: (1) In Fragen, die die Allgemeinheit betreffen und einer Klärung bedürfen, (2) in Fragen, die das kulturelle und geistliche Leben und den Aufbau des Reiches Gottes betreffen, (3) in Fragen, die die Bräuche und Sitten der mennonitischen Bruderschaft betreffen. Diese Fragen können von den einzelnen Gemeinden oder direkt von der KfK erhoben werden.

Interne Angelegenheiten der einzelnen Gemeinden werden nicht von der KfK behandelt, insofern sie nicht die gesamte mennonitische Bruderschaft betreffen. Die KfK arbeitet mit den Gemeinden zusammen und steht im Kontakt mit der kolonialen Administration.